# Іст-Маккіспорт (Пенсільванія)
Іст-Маккіспорт (англ. East McKeesport) — місто (англ. borough) в США, в окрузі Аллегені штату Пенсільванія. Населення — 2076 осіб (2020).

## Географія
Іст-Маккіспорт розташований за координатами 40°23′5″ пн. ш. 79°48′27″ зх. д. / 40.38472° пн. ш. 79.80750° зх. д. (40.384816, -79.807431).  За даними Бюро перепису населення США в 2010 році місто мало площу 1,07 км², уся площа — суходіл.

## Демографія
Згідно з переписом 2010 року, у селищі мешкало 2126 осіб у 1005 домогосподарствах у складі 557 родин. Густота населення становила 1988 осіб/км².  Було 1152 помешкання (1077/км²).
Расовий склад населення:
| - 89,1 % — білих - 7,0 % — чорних або афроамериканців - 0,3 % — азіатів |

До двох чи більше рас належало 2,6 %. Частка іспаномовних становила 1,8 % від усіх жителів.
За віковим діапазоном населення розподілялося таким чином: 19,5 % — особи молодші 18 років, 63,0 % — особи у віці 18—64 років, 17,5 % — особи у віці 65 років та старші. Медіана віку мешканця становила 43,0 року. На 100 осіб жіночої статі у селищі припадало 93,3 чоловіків;  на 100 жінок у віці від 18 років та старших — 89,7 чоловіків також старших 18 років.
Середній дохід на одне домашнє господарство  становив 46 994 долари США (медіана — 38 977), а середній дохід на одну сім'ю — 56 680 доларів (медіана — 51 500). Медіана доходів становила 47 625 доларів для чоловіків та 30 136 доларів для жінок. За межею бідності перебувало 11,6 % осіб, у тому числі 11,4 % дітей у віці до 18 років та 2,7 % осіб у віці 65 років та старших.
Цивільне працевлаштоване населення становило 1022 особи. Основні галузі зайнятості: освіта, охорона здоров'я та соціальна допомога — 34,5 %, роздрібна торгівля — 13,8 %, мистецтво, розваги та відпочинок — 10,5 %, транспорт — 8,4 %.